# Вајтло (Висконсин)
Вајтло (енгл. Whitelaw) град је у америчкој савезној држави Висконсин.

## Демографија
По попису из 2010. године број становника је 757, што је 27 (3,7%) становника више него 2000. године.
| Група             | 2000.       | 2010.       |
| Белци             | 721 (98,8%) | 719 (95,0%) |
| Афроамериканци    | 2 (0,3%)    | 3 (0,4%)    |
| Азијати           | 1 (0,1%)    | 0 (0,0%)    |
| Хиспаноамериканци | 4 (0,5%)    | 20 (2,6%)   |
| Укупно            | 730         | 757         |